# Záchod
Záchod či toaleta je hygienické zařízení, které shromažďuje lidskou moč a výkaly a někdy také toaletní papír, obvykle za účelem jejich likvidace. Splachovací toalety používají vodu, zatímco suché nebo nesplachovací toalety ji nepoužívají. Záchody mohou být navrženy pro polohu vsedě oblíbenou v Evropě a Severní Americe se záchodovým prkénkem a s dalšími ohledy na osoby se zdravotním postižením, nebo pro polohu ve dřepu oblíbenější v Asii (viz turecký záchod). V městských oblastech jsou splachovací záchody obvykle napojeny na kanalizaci, která v odlehlých oblastech vede do septiků. Odpad se nazývá černá voda a kombinovaná odpadní voda včetně dalších zdrojů je splašková voda. Suché záchody jsou napojeny na jímku, vyjímatelný kontejner, kompostovací komoru nebo jiné zařízení pro skladování a zpracování moči, včetně samostatného odvádění moči pomocí záchodu s odváděním moči.
Technologie používané u moderních toalet se liší. Toalety se běžně vyrábějí z keramiky (porcelánu), betonu, plastu nebo dřeva. Mezi novější technologie toalet patří duální splachování, nízké splachování, vyhřívání záchodového prkénka, samočisticí, dámské pisoáry a nesplachující pisoáry bez vody. Japonsko je známé svou technologií toalet. Letadlové toalety jsou speciálně navrženy pro provoz ve vzduchu. Potřeba udržovat anální hygienu po defekaci je všeobecně uznávána a hojně se při ní používá toaletní papír (často držený držákem na toaletní papír), který lze použít i k otření vulvy po vymočení (stejně jako slouží bidety).
V soukromých domech může být záchod v závislosti na regionu a stylu umístěn ve stejné místnosti jako je umyvadlo, vana a sprcha. Další možností je mít jednu místnost pro mytí těla (nazývanou koupelna) a samostatnou místnost pro záchod a umyvadlo na mytí rukou (toaletní místnost). Veřejné toalety se skládají z jednoho nebo více záchodů (a běžně také z jednoduchých pisoárů nebo žlabových pisoárů), které jsou k dispozici široké veřejnosti. Výrobky, jako jsou pisoárové bloky a WC bloky, pomáhají zachovat vůni a čistotu toalet. Někdy se na záchodových prkénkách používají jednorázové kryty. Pro velká a dočasná shromáždění se často přiváží přenosné toalety (často chemické toalety).
Z historického hlediska byla hygiena problémem již od prvních fází lidského osídlení. Mnoho chudých domácností v rozvojových zemích však stále používá velmi jednoduché a často nehygienické toalety – a téměř miliarda lidí nemá k toaletě přístup vůbec; musí se vyprazdňovat a močit na volném prostranství. Tyto problémy mohou vést k šíření nemocí přenášených fekálně-orální cestou nebo k přenosu nemocí přenášených vodou, jako je cholera a průjem. Proto chce šestý cíl udržitelného rozvoje Organizace spojených národů "„dosáhnout přístupu k odpovídajícím a spravedlivým sanitárním a hygienickým podmínkám pro všechny a skoncovat s otevřenou defekací“.

## Názvy

### Etymologie
Slovo záchod je slovanského původu a označuje "místo, kam se zachází". Dříve toto slovo označovalo i západ (například slunce), hojně rozšířené v dalších slovanských jazycích (např. polské zachód, západ). Západ slunce znační něco, co končí, co je konečné, protože slunce někam zachází. Toaletu v češtině označuje až od doby českého národního obrození.

Na obrazu La Toilette z Hogarthova cyklu Marriage à la Mode (1743) přijímá mladá hraběnka svého milence, obchodníky, povaleče a italského tenora, když dokončuje svou toaletu.

Toaleta byla původně francouzská výpůjčka, která označovala toilette ("malý hadřík") přehozený přes ramena při kadeřnickém úkonu. Ve francouzštině šlo o zdrobnělinu od toile, plátno či tkanina ( z latinského tēla tkanina, od texere tkát). Během konce 17. století se tento termín začal ve francouzštině používat jako metonymie pro celý komplex péče o tělo a jeho úpravu, který se soustřeďoval u toaletního stolku (rovněž pokrytého hadříkem), a pro vybavení tvořící toaletní servis, včetně zrcadla, kartáčů na vlasy a nádobek na pudr a líčidla. Doba strávená u takového stolu se také začala nazývat "toaletou"; stala se obdobím, během něhož se na toaletě přijímali blízcí přátelé nebo obchodníci.

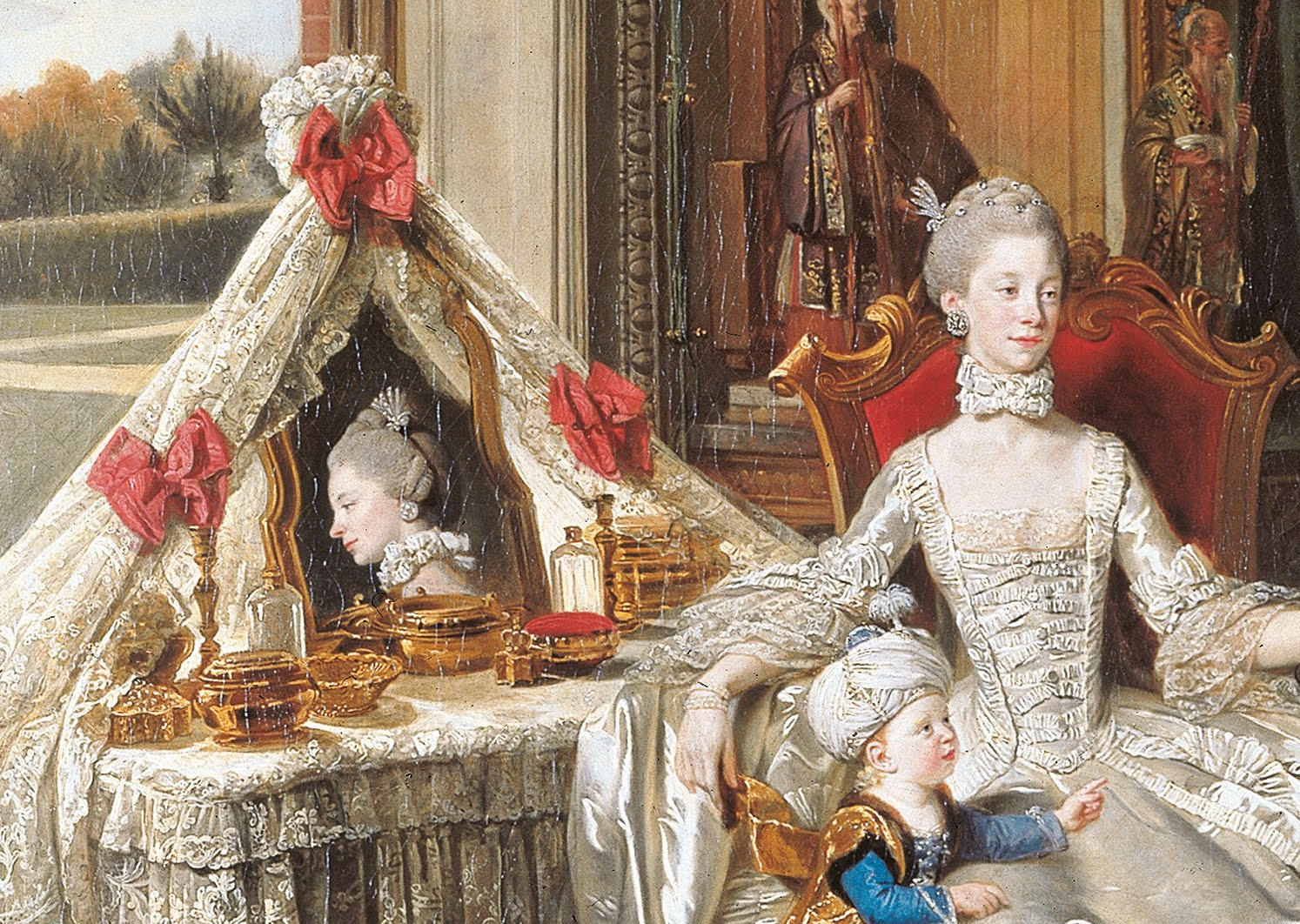
Detail obrazu Královna Šarlota se svými dvěma nejstaršími syny, Johan Zoffany, 1765. Královna právě provádí svou toaletu, na toaletním stolku leží její stříbrný pozlacený toaletní servis.

Později bylo slovo „toaleta“ adaptováno jako ušlechtilá náhrada za jiné termíny, následujíc francouzské použití cabinet de toilette (pokoj na pudrování, místnost pro oblékání). Podobně jako "pudřenka" se pak "toaleta" začala používat jako eufemismus pro místnosti určené k močení a defekaci (aneb záchod), zejména v kontextu označení veřejných toalet, jako například ve vlacích. Nakonec se začalo používat pro vodovodní armatury v těchto místnostech, které nahradily nočníky, venkovní záchody a latríny. Tato dvě užití, zařízení a místnost, během 20. století zcela vytlačila ostatní významy slova s výjimkou spojení "toaletní potřeba".

### Další názvy
Obvyklé se jako náhrada slova záchod nebo toaleta se běžně používá WC, což je anglická zkratka water closet – původně vodní přístěnek; z closet – komůrka). WC přesně označuje pouze splachovací záchod nebo záchod, využívající vodu. Další název je sociální zařízení.
Zastaralý název je klozet, který znamená také pouze splachovací záchod. Pochází z anglického water closet. Hovorově se záchodu říká vecko nebo hajzl – z německého Häusl – domeček.
Nápisy na záchodech mohou nést označení 00. To vzniklo proto, že v hotelech v 19. století byly záchody obvykle umístěny v blízkosti výtahu nebo schodiště. Protože číslování pokojů obvykle začínalo právě zde, nesly záchodové místnosti číslo 0 nebo také dvojčíslí 00 a označovaly takzvaný nultý pokoj.

## Přehled
Na celém světě se používá velké množství různých typů toalet, které lze rozdělit do následujících skupin:
- Využívají vodu (která zadržuje zápach) nebo ne (obvykle splachovací záchody oproti suchým záchodům);
- používají se v sedě nebo ve dřepu (sedací toaleta versus turecký záchod);
- umístění v soukromé domácnosti nebo na veřejnosti (záchodová místnost versus veřejný záchod).

Záchody mohou být navrženy tak, aby je bylo možné používat vsedě nebo ve dřepu. Každý typ má své výhody. "Sedací toaleta" je však zásadní pro osoby s pohybovým postižením. Sedací toalety se často označují jako "toalety západního typu." Pro osoby se zdravotním postižením a starší osoby jsou sedací toalety pohodlnější než toalety ve dřepu.
Lidé používají různé typy toalet podle země, ve které se nacházejí. V rozvojových zemích souvisí přístup k toaletám také se socioekonomickým postavením lidí. Chudí lidé v zemích s nízkými příjmy často nemají k dispozici vůbec žádné toalety a uchylují se raději k defekaci na otevřeném prostranství. To je součástí sanitační krize, na kterou upozorňují mezinárodní iniciativy (např. Světový den toalet).

## S vodou

### Splachovací záchod

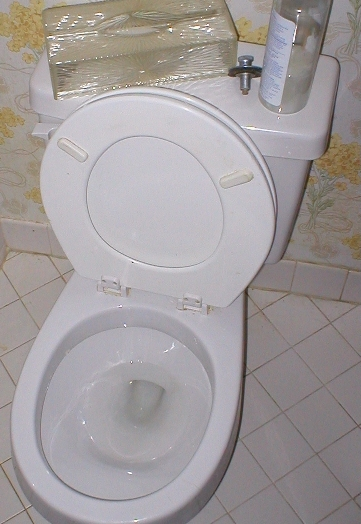
Splachovací záchodová mísa

Typický splachovací záchod je keramická mísa, která je "seshora" připojena k nádržce, která umožňuje rychlé naplnění vodou, a "zdola" k odtokovému potrubí, které odvádí odpadní vodu. Při splachování záchodu by měly odpadní vody odtékat do septiku nebo do systému napojeného na čistírnu odpadních vod. V mnoha rozvojových zemích však k tomuto kroku čištění nedochází.
Voda v záchodové míse je napojena na potrubí ve tvaru obráceného U. Jedna strana kanálu U je uspořádána jako sifonová trubka delší, než je výška vody v míse. Sifonová trubka se napojuje na odtok. Dno odtokové trubky omezuje výšku vody v míse před jejím odtokem do odtoku. Voda v misce působí jako bariéra proti vnikání kanalizačních plynů do budovy. Kanalizační plyn uniká odvzdušňovací trubkou připojenou ke kanalizačnímu potrubí.
Množství vody spotřebované běžnými splachovacími záchody obvykle tvoří významnou část osobní denní spotřeby vody. Moderní konstrukce toalet s nízkým splachováním však umožňují spotřebovat na jedno spláchnutí mnohem méně vody. Toalety s dvojím splachováním umožňují uživateli volit mezi splachováním moči a výkalů, čímž se oproti běžným zařízením ušetří značné množství vody. Splachovací rukojeť těchto toalet se pro jeden druh splachování posune nahoru a pro druhý dolů. Další konstrukcí jsou dvě tlačítka, jedno pro močení a druhé pro vyprazdňování. Na některých místech jsou uživatelé vyzýváni, aby po vymočení nesplachovali. Splachovací toalety mohou být napojeny tak, aby využívaly spíše šedou vodu (předtím použitou na mytí nádobí, praní či koupání) než vodu pitnou. Některé moderní toalety tlakově napouštějí vodu v nádrži, což iniciuje splachování s menší spotřebou vody.

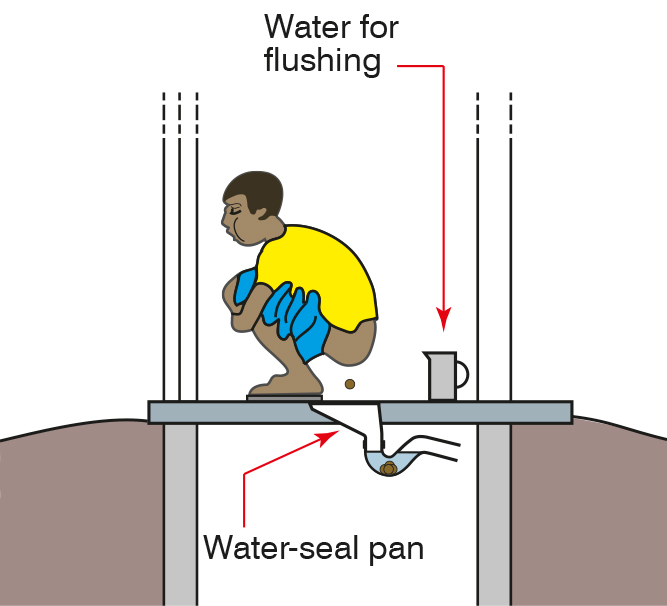
Schéma zalévacího záchodu

Další variantou je splachovací toaleta typu zalévací záchod. Tento typ splachovací toalety nemá nádržku, ale splachuje se ručně několika litry vody z malého kbelíku. Ke splachování stačí pouhé 2–3 litry. Tento typ záchodu je běžný v mnoha asijských zemích. Záchod může být připojen k jedné nebo dvěma jímkám, v takovém případě se nazývá "jímková latrína s zalévacím splachováním" nebo "latrína s dvojitým zalévacím splachováním do jímky". Může být také napojena na septik.
Splachovací záchody na lodích se obvykle splachují mořskou vodou.

#### Konstrukce dvojité latríny

Schéma dvojité latríny

Dvojité latríny využívají dvě jímky, které se používají střídavě, když se jedna jímka během několika měsíců nebo let zaplní. Jímky mají dostatečnou velikost, aby pojaly objem odpadu vzniklý během jednoho nebo dvou let. Obsah plné jímky tak má dostatek času na to, aby se přeměnil na částečně hygienizovaný materiál podobný zemině, který lze ručně vykopat. Pokud jsou jímky umístěny v oblastech s vysokou nebo proměnlivou hladinou podzemní vody a/nebo s puklinami či trhlinami ve skalním podloží, hrozí riziko znečištění podzemních vod.

### Podtlaková/vakuová toaleta

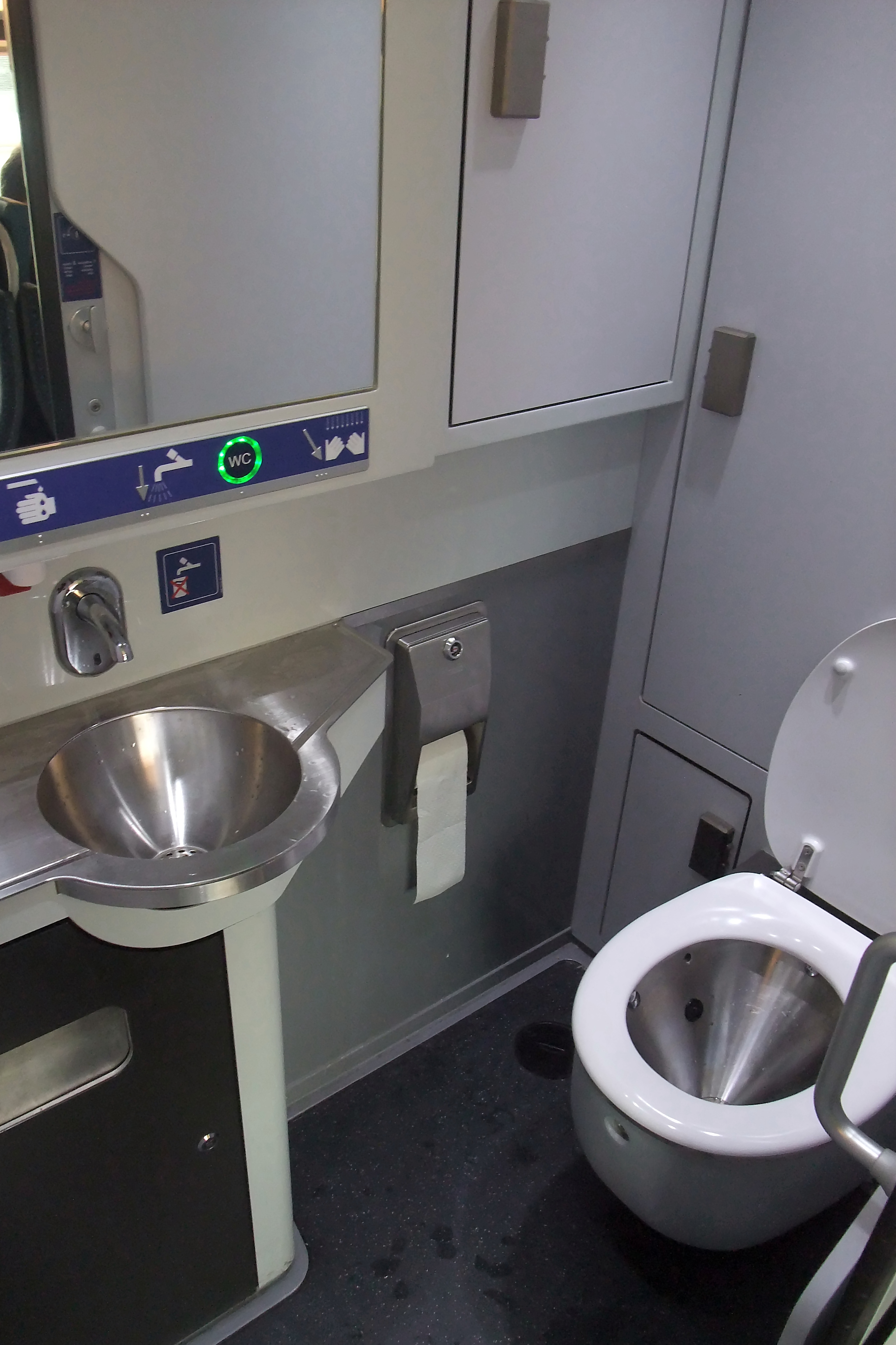
Vakuová toaleta ve švýcarském vlaku

Podtlaková toaleta je splachovací záchod, který je napojen na podtlakovou kanalizaci a odstraňuje odpad odsáváním. Mohou spotřebovávat velmi málo vody (méně než čtvrt litru na jedno spláchnutí) nebo žádnou, (jako u bezvodých pisoárů). Některé splachují spíše barevným dezinfekčním roztokem než vodou. Mohou sloužit k oddělování černé a šedé vody a jejich oddělenému zpracování (například poměrně suchou černou vodu lze využít k výrobě bioplynu nebo v kompostovací toaletě).
Na toaletách osobních vlaků, toaletách letadel, autobusů a lodí s vodovodem se často používají vakuové toalety. Nižší spotřeba vody šetří hmotnost a zabraňuje vylévání vody ze záchodové mísy za pohybu." Na palubách dopravních prostředků se používá přenosná sběrná komora; pokud je naplněna přetlakem z mezipodtlakové komory, nemusí být udržována ve vakuu.

### Plovoucí toaleta
Plovoucí toaleta je v podstatě toaleta na plošině postavené nad vodou nebo plovoucí na vodě. Namísto do země se exkrementy shromažďují v nádrži nebo sudu. Aby se snížilo množství exkrementů, které je třeba vytahovat na břeh, používá se v mnoha případech odvádění moči. Plovoucí toaleta byla vyvinuta pro obyvatele, kteří nemají rychlý přístup k pevnině nebo připojení ke kanalizaci. Používá se také v oblastech vystavených dlouhodobým záplavám. Potřeba tohoto typu toalet je vysoká v oblastech, jako je Kambodža.

## Bez vody
Suchý záchod (nebo také nesplachovací záchod) je záchod, který na rozdíl od splachovacího záchodu nepoužívá vodu na splachování. Suché záchody nepoužívají vodu k odvodu exkrementů a k zamezení zápachu. Neprodukují splaškové vody a nejsou napojeny na kanalizaci ani septik. Místo toho výkaly padají skrz odpadní otvor.

### Latríny
Latrína, známá také jako záchod s jímkou, je typ záchodu, který shromažďuje lidské výkaly v otvoru v zemi. Moč a výkaly se do jímky dostávají kapkovitým otvorem v podlaze, který může být kvůli pohodlí uživatele spojen se záchodovým prkénkem nebo miskou na dřepění. Latríny mohou být postaveny tak, aby fungovaly bez vody (suchý záchod), nebo mohou mít vodní uzávěrku (zalévací latrína). Při správném vybudování a údržbě mohou latríny snížit šíření nemocí tím, že se sníží množství lidských výkalů v životním prostředí z otevřeného vyprazdňování. Tím se snižuje přenos patogenů mezi výkaly a potravou prostřednictvím much. Tyto patogeny jsou hlavními příčinami infekčních průjmů a střevních červů. 23] Infekční průjmy měly v roce 2011 za následek přibližně 700 000 úmrtí dětí mladších pěti let a 250 milionů ztracených školních dnů.  Latríny jsou levnou metodou oddělení výkalů od člověka.

### Kompostovací toalety

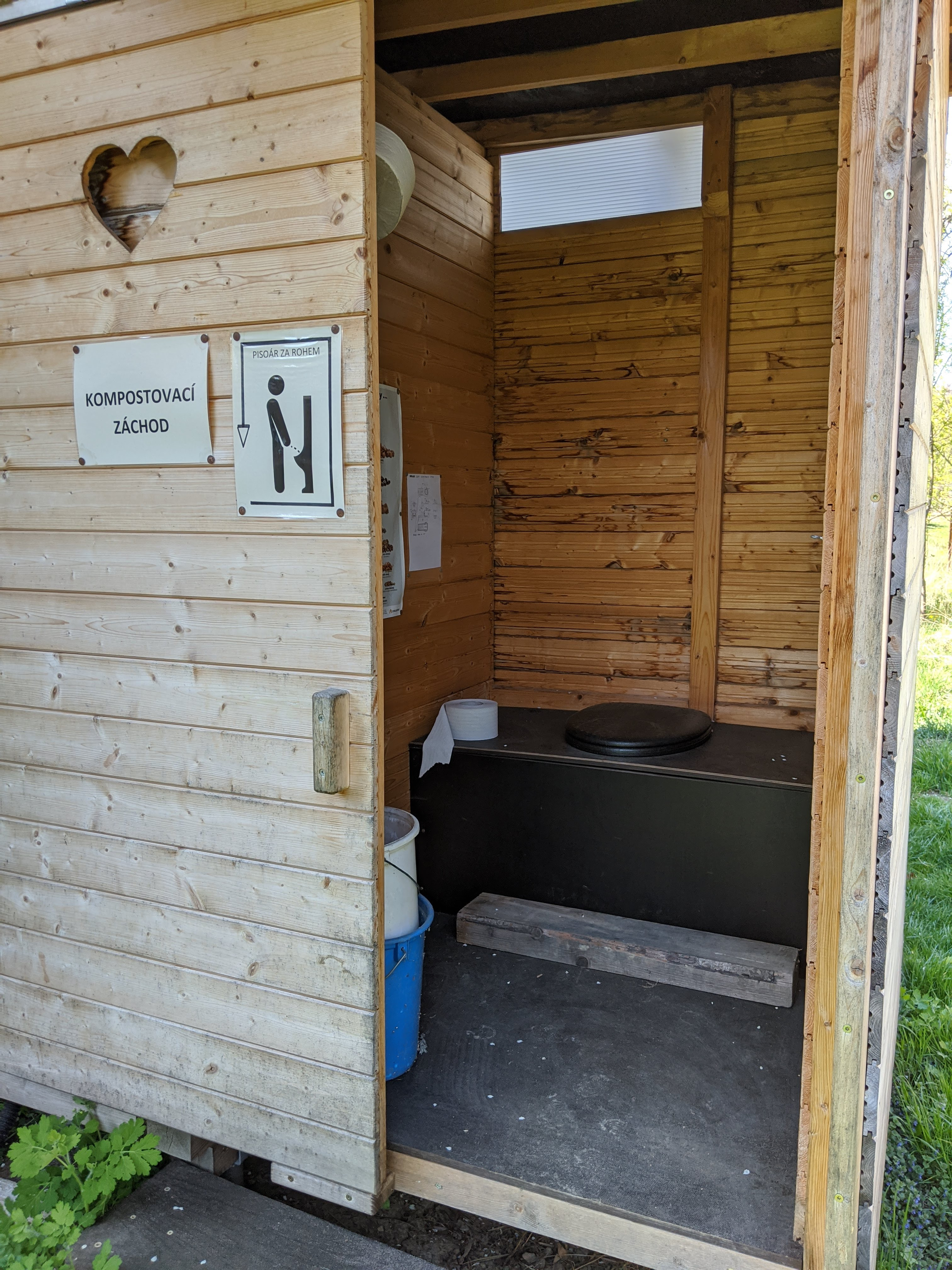
Kompostovací záchod v Centru Veronica Hostětín v Hostětíně

Kompostovací toaleta je druh suchého záchodu, který zpracovává moč a exkrementy biologickým procesem zvaným kompostování. Tento proces vede k rozkladu organických látek a přeměňuje lidské výkaly na materiál podobný kompostu. Kompostování provádí mikroorganismy (především bakterie a houby) za řízených aerobních podmínek. Většina kompostovacích toalet nepoužívá ke splachování žádnou vodu. V mnoha těchto zařízeních se po každém použití přidávají přísady bohaté na uhlík, jako jsou piliny, drcané kusy listí či popel. Tak se vytváří v lidských exkrementech vzduchové kapsy, které podporují aerobní rozklad. Tím se také zlepšuje poměr uhlíku a dusíku a snižuje se možný zápach. Většina kompostovacích toalet je založena na mezofilním kompostování. Delší doba zadržení v kompostovací komoře také usnadňuje odumírání patogenů. Konečný produkt lze také přesunout do dalšího stupně kompostování a poskytnout tak více času pro kompostování, které dále sníží množství patogenů.

### Sklepní záchody
Sklepní záchod je nesplachovací záchod s uzavřenou nádobou (kontejnerem) zakopanou v zemi, do níž se ukládají výkaly, které jsou až do jejich odčerpání zadržovány pod zemí. Sklepní záchod se od latríny liší tím, že se odpad hromadí v kontejneru, místo aby prosakoval do půdy pod ní.

### Močový záchod
Suchý záchod odvádějící moč (UDDT) je typ suchého záchodu s odváděním moči, který lze použít k zajištění bezpečné a cenově dostupné hygieny v různých podmínkách po celém světě. Oddělený sběr výkalů a moči bez splachování vodou má mnoho výhod, například provoz bez zápachu a redukci patogenů vysoušením. Přestože sušené výkaly a moč získané z UDDT mohou být a běžně jsou využívány v zemědělství (respektive jako půdní doplněk a hnojivo bohaté na živiny – tato praxe je známá jako opětovné využití výkalů v zemědělství), mnoho zařízení UDDT nepoužívá žádný systém využití. UDDT je příkladem technologie, kterou lze využít k dosažení udržitelného systému sanitace. Tento systém nakládání se suchými exkrementy (neboli systém "suché sanitace") je alternativou k jímkovým latrínám a splachovacím záchodům, zejména tam, kde je nedostatek vody, kde není možné nebo žádoucí napojení na kanalizaci a centralizovanou čistírnu odpadních vod, kde je pro zemědělství potřeba hnojivo a půdní kondicionér nebo kde je třeba minimalizovat znečištění podzemních vod.

### Přenosné toalety
Přenosná nebo mobilní toaleta je jakýkoli typ toalety, kterou lze přemisťovat, někdy jednou osobou, jindy pomocí mechanických zařízení, jako je nákladní auto a jeřáb. Většina typů nevyžaduje žádné stávající služby nebo infrastrukturu, například kanalizaci, ale je zcela samostatná. Přenosné toalety se používají v různých situacích, například v městských slumech v rozvojových zemích, na festivalech, při kempování, na lodích, na staveništích, při natáčení filmů a velkých venkovních shromážděních, kde není k dispozici žádné jiné zařízení. Většina přenosných záchodů je sdílená pro všechna pohlaví a soukromí zajišťuje jednoduchý zámek na dveřích. Některé přenosné toalety jsou malé lisované plastové nebo laminátové přenosné místnosti s uzamykatelnými dveřmi a nádobou na zachycení lidských výkalů do kontejneru.

### Chemické toalety

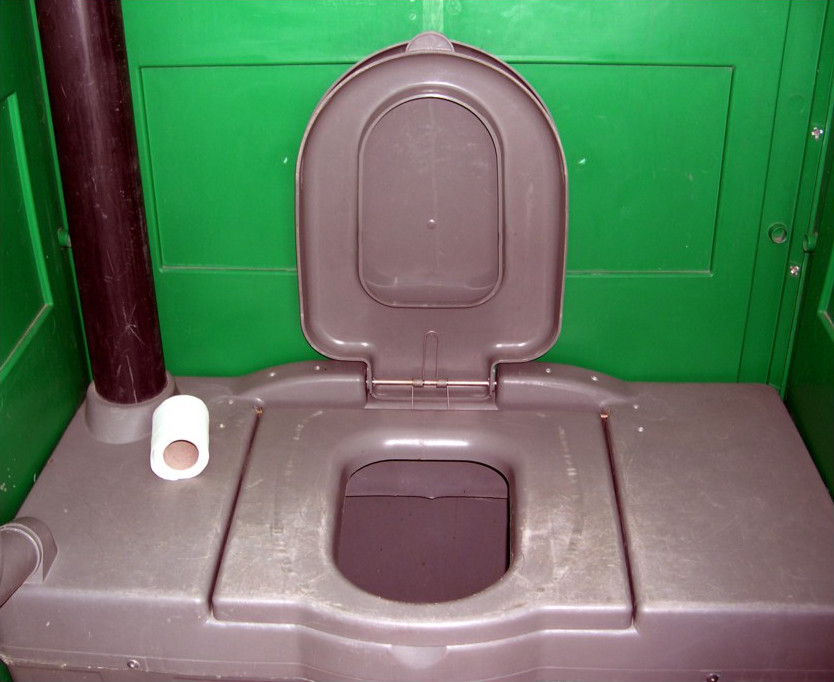
Vnitřek přenosné chemické toalety

Chemická toaleta shromažďuje lidské výkaly v záchytné nádrži a používá chemické látky k minimalizaci zápachu. Nevyžaduje připojení k přívodu vody a používá se v různých situacích. Tyto toalety jsou obvykle, ale ne vždy, samostatné a pohyblivé. Chemická toaleta je konstruována kolem relativně malé nádrže, kterou je třeba často vyprazdňovat. Není napojena na díru v zemi (jako latrína), ani na septik, ani není napojena na obecní systém vedoucí do čistírny odpadních vod. Když se nádrž vyprázdní, obsah se obvykle přečerpá do kanalizace nebo přímo do čistírny.
Přenosné toalety používané na staveništích a při velkých shromážděních, jako jsou hudební festivaly, jsou známým typem chemických toalet. Vzhledem k tomu, že se obvykle používají krátkodobě a vzhledem k jejich vysoké ceně se většinou spíše pronajímají, než kupují, často včetně servisu a čištění. Jednodušší typ chemických toalet lze použít v cestovních přívěsech (karavanech) a na malých lodích.

### Záchod zkrmovaný zvířaty
Prasečí záchod, který se skládá ze záchodu spojeného žlabem s vepřínem, se v omezené míře používá dodnes. Byl běžný na čínském venkově a byl známý i v Japonsku, Koreji a Indii. "Rybniční záchod" závisí na stejném principu, kdy hospodářská zvířata (často kapři) přímo požírají lidské výkaly.

### "Létající záchod"
Létající záchod je vtipný název pro plastový sáček, který se používá jako jednoduché sběrné zařízení na lidské výkaly v případě, že chybí řádné toalety a lidé jsou nuceni praktikovat otevřenou defekaci. Naplněné a zavázané igelitové pytle se pak odhazují do příkopů nebo na okraje cest. Jsou spojovány zejména se slumy a říká se jim létající záchody, "protože když je naplníte, odhodíte je co nejdál".

## Turecký záchod
Turecký záchod je záchod používaný v dřepu, nikoliv vsedě. To znamená, že používaná poloha při vyprazdňování spočívá v tom, že se na každou stranu odtokového otvoru nebo záchodové mísy položí jedna noha a dřepí se nad ní. Existuje několik typů tureckých záchodů, ale všechny se v podstatě skládají pouze ze záchodové mísy nebo mísy v úrovni podlahy. Takové záchodové míse se také říká "dřepovací mísa". Turecký záchod může používat vodní těsnění, a být tedy splachovacím záchodem, nebo může být bez vodního těsnění, a být tedy suchým záchodem. Turecké záchody se používají po celém světě, ale jsou zvláště rozšířené v některých asijských a afrických zemích a také v některých muslimských zemích. V mnoha z těchto zemí je anální očista vodou rovněž kulturní normou a provádí se snadněji než u toalet používaných vsedě. Občas se vyskytují také v některých evropských a jihoamerických zemích. Toalety ve dřepu jsou mnohými považovány za tradiční a postupně se od nich ustupuje ve prospěch toalet vsedě nebo dokonce high-tech toalet vsedě.
- Turecký záchod v paláci Topkapı v Istanbulu
- Starý styl tureckých záchodů (Hongkong)
- Ve Francii
- Porcelánový turecký záchod s nádržkou na vodu pro splachování (Wuhan)

## Použití

### Močení

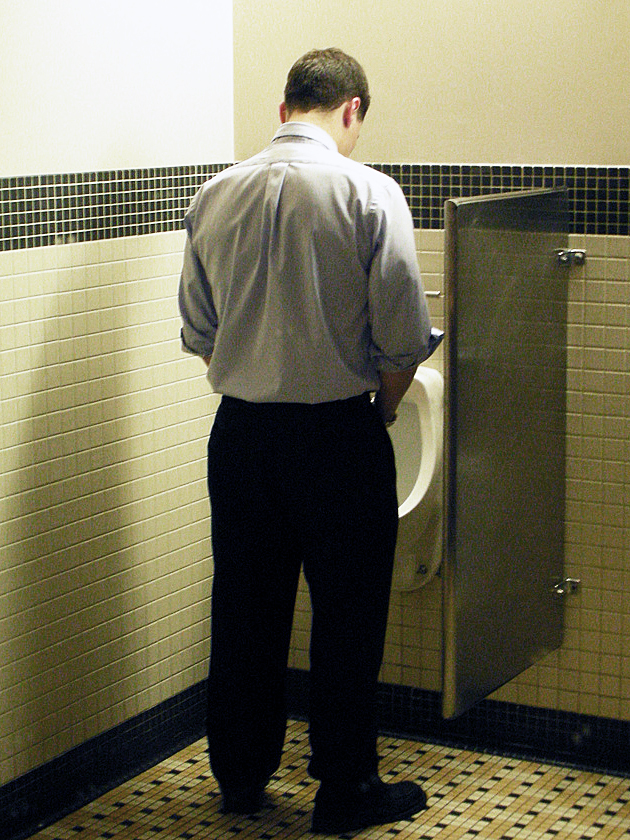
Muž při močení ve stoje při pohledu zezadu.

Ve světě existují kulturní rozdíly ve společensky přijímaných a preferovaných polohách při močení: na Blízkém východě a v Asii převažuje poloha ve dřepu, zatímco v západním světě je běžnější poloha ve stoje a vsedě.

### Zvyky při očistě konečníku

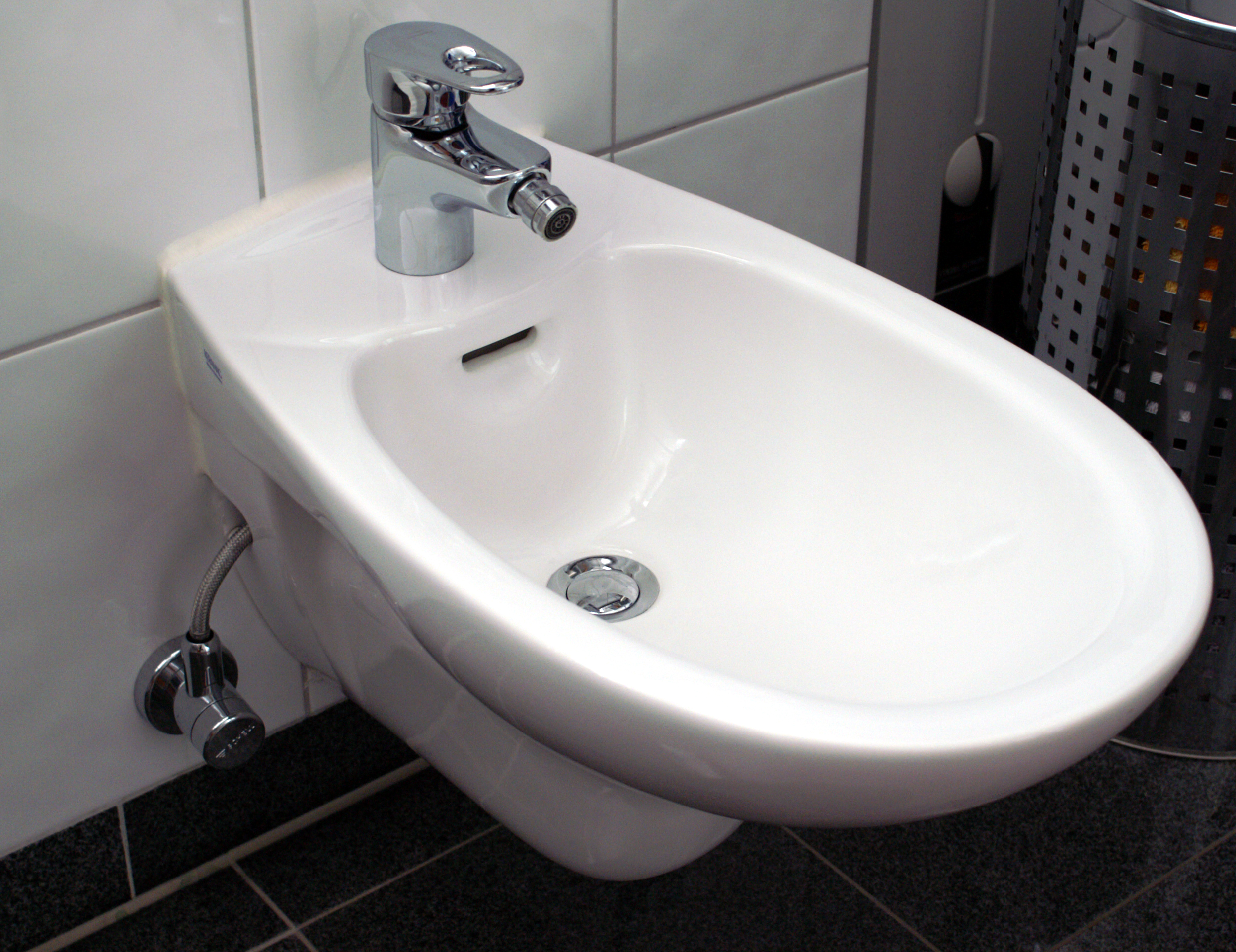
Moderní bidet tradičního typu, který je k dispozici v mnoha jihoevropských a jihoamerických zemích.

V západním světě je nejběžnějším způsobem očisty anální oblasti po defekaci toaletní papír nebo někdy použití bidetu. V mnoha muslimských zemích jsou zařízení navržena tak, aby umožňovala lidem dodržovat islámskou toaletní etiketu Qaḍāʼ al-Ḥājah. Například bidetová sprcha může být napojena na vodovod. K očistě se používá levá ruka, proto je tato ruka v mnoha asijských zemích považována za neslušnou nebo znečištěnou.
Používání vody v mnoha křesťanských zemích je částečně způsobeno biblickou toaletní etiketou, která vybízí k mytí po všech případech defekace. Bidet je běžný v převážně katolických zemích, kde je voda považována za nezbytnou pro anální očistu, a v některých tradičně pravoslavných a luteránských zemích, jako je Řecko, respektive Finsko, kde je bidetová sprcha běžná.
Na trhu existují toalety, jejichž sedátka mají integrované rozprašovací mechanismy pro anální a genitální vodní střiky (viz např. toalety v Japonsku). To může být užitečné pro starší osoby nebo osoby se zdravotním postižením.

### Přístupné toalety
Přístupná toaleta je navržena tak, aby vyhovovala lidem s tělesným postižením, například s omezenou pohyblivostí související s věkem nebo neschopností chůze v důsledku postižení. Dalšími opatřeními pro zvýšení přístupnosti toalety je poskytnutí většího prostoru a madel pro usnadnění přesunu na záchodové prkénko a z něj, včetně dostatečného prostoru pro ošetřovatele v případě potřeby.

### Veřejné toalety
Veřejný záchod je místnost nebo malá budova s toaletami (nebo pisoáry) a umyvadly pro použití širokou veřejností. Tato zařízení jsou k dispozici zákazníkům, cestujícím, zaměstnancům podniku, žákům škol či vězňům. Veřejné toalety se obvykle nacházejí na mnoha různých místech: ve vnitřních částech měst, v kancelářích, továrnách, školách, na univerzitách a na dalších pracovištích a studijních místech. Stejně tak muzea, kina, bary, restaurace a zábavní podniky obvykle poskytují veřejné toalety. Železniční stanice, čerpací stanice a vozidla dálkové veřejné dopravy, jako jsou vlaky, trajekty a letadla, obvykle poskytují toalety pro všeobecné použití. Veřejné záchody jsou běžně rozděleny na mužské a ženské toalety, i když některé jsou společné, zejména u malých nebo jednorázových veřejných záchodů. Na velkých venkovních akcích jsou často k dispozici přenosné toalety.

## Aspekty veřejného zdraví
Dodnes nemá 1 miliarda lidí v rozvojových zemích ve svých domovech záchody a místo toho se uchylují k defekaci na otevřených prostranství. Proto je jedním z bodů 6. cíle udržitelného rozvoje zajistit do roku 2030 záchody (hygienické služby) pro všechny.
Záchody jsou jedním z důležitých prvků sanitárního systému, i když jsou zapotřebí i další prvky: doprava, zpracování, likvidace nebo opětovné použití. Nemocem, včetně cholery, která stále každoročně postihuje přibližně 3 miliony lidí, lze do značné míry předcházet, pokud účinná sanitace a úprava vody zabrání kontaminaci vodních toků, podzemních vod a zdrojů pitné vody fekáliemi.

## Historie

### Starověké dějiny

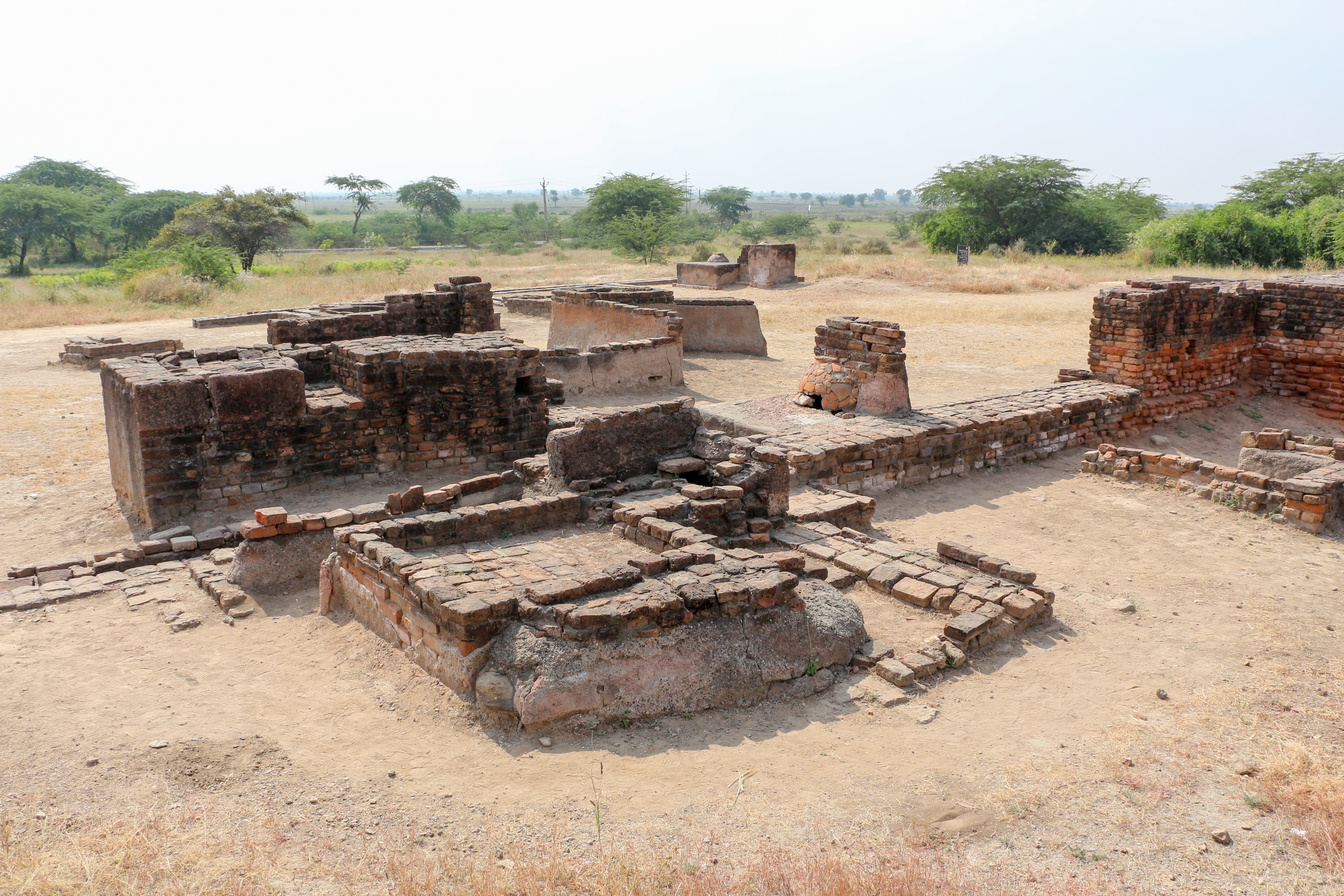
Kanalizace a záchody v Lóthalu v údolí Indusu kolem roku 2350 př. n. l. Jednalo se o první případ použití kanalizace na světě

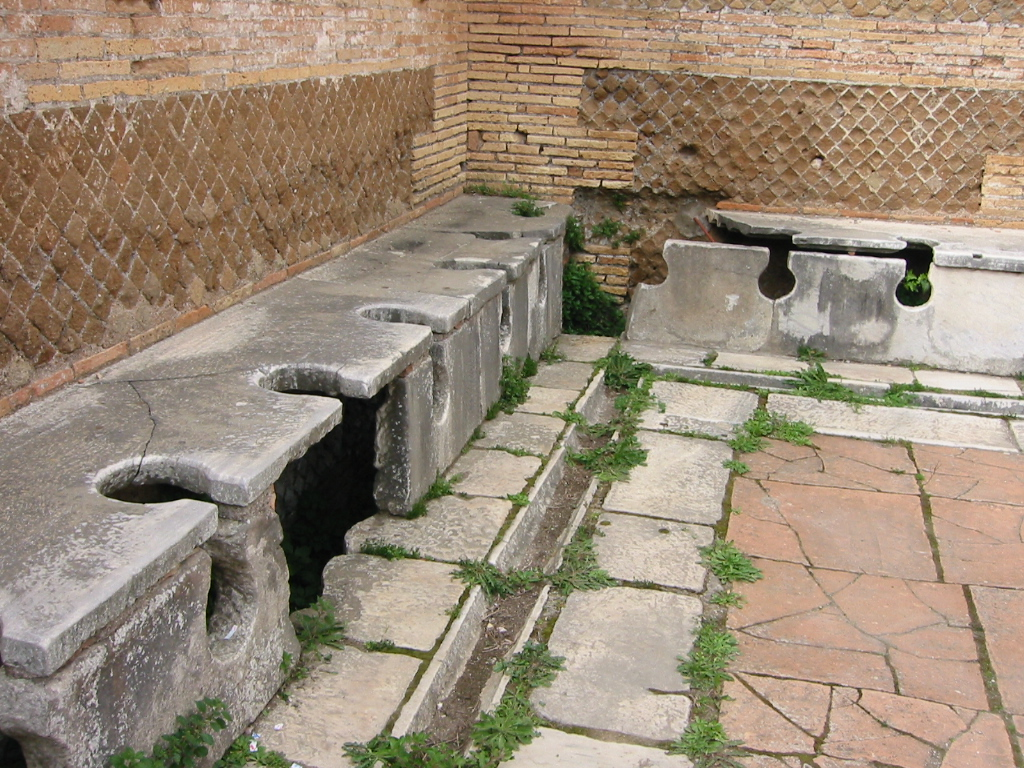
Římské veřejné toalety, Ostia Antica

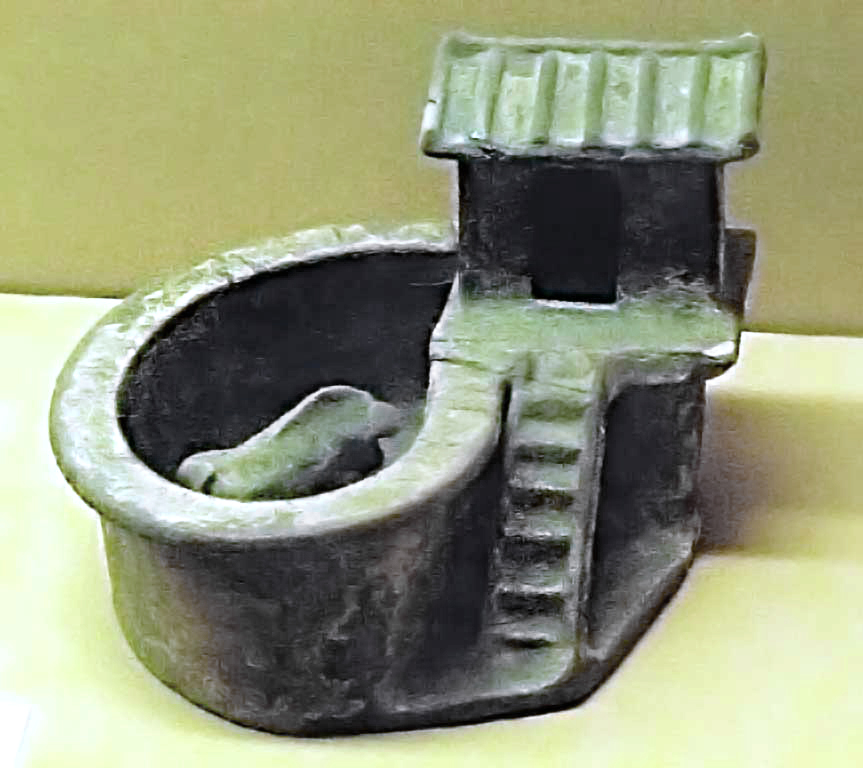
Model záchodu krmenými zvířaty, Čína, Dynastie východní Chan, 25 – 220 n. l.

Ve čtvrtém tisíciletí př. n. l. došlo v Mezopotámii k vynálezu hliněných trubek, kanalizací a záchodů, přičemž ve městě Uruk se nachází dnes nejstarší známý vnitřní záchod s jímkou z doby cca 3200 př. n. l. V neolitické vesnici Skara Brae se nacházejí příklady z doby cca 3000 př. n. l., kdy se místo jímky nacházely vnitřní malé místnosti nad společnou kanalizací. V civilizaci údolí Indu v severozápadní Indii a Pákistánu se nacházely první známé městské kanalizační systémy na světě. V Mohendžodáro (cca 2800 př. n. l.) byly záchody zabudovány do vnějších stěn domů, tyto záchody měly svislé žlaby, jimiž se odpad odváděl do žumpy nebo do pouliční kanalizace. Dalším typickým příkladem je indické město Lóthal (cca 2350 př. n. l.), ve kterém měly všechny domy vlastní záchod, který byl napojen na krytou kanalizační síť zhotovenou z cihelného zdiva spojeného sádrovou maltou, která ústila buď do okolních vodních ploch, nebo do žump, které se pravidelně vyprazdňovaly a čistily.
Další velmi rané toalety, které k odstraňování odpadu využívaly tekoucí vodu, se nacházejí na Skara Brae na skotských Orknejích, které byly obývány přibližně od roku 3100 př. n. l. do roku 2500 př. n. l.. Některé z tamních domů mají odtok tekoucí přímo pod nimi a některé z nich měly nad odtokem kabinu. Kolem 18. století př. n. l. se záchody začaly objevovat na minojské Krétě, ve faraonském Egyptě a v Perské říši.
V roce 2012 našli archeologové při vykopávkách neolitické vesnice v archeologické lokalitě Rạch Núi v jižním Vietnamu něco, co je považováno za nejstarší latrínu v jihovýchodní Asii. Toaleta z doby 1500 let př. n. l. přinesla důležité poznatky o rané společnosti jihovýchodní Asie. Více než 30 koprolitů, obsahujících ryby a roztříštěné zvířecí kosti, poskytlo informace o stravě lidí a psů a o typech parazitů, s nimiž se každý z nich musel potýkat.
V římské civilizaci byly latríny využívající tekoucí vodu někdy součástí veřejných lázní. Běžně se předpokládá, že římské latríny, jako je ta na obrázku, se používaly vsedě. Římské toalety byly pravděpodobně vyvýšené, aby byly vyzdviženy nad otevřenou kanalizací, která byla pravidelně "splachována" tekoucí vodou, nikoliv vyvýšené pro sezení. Římané a Řekové používali také nočníky, které si přinášeli k jídlu a pití. Johan J. Mattelaer uvedl: "Plinius popsal, že v ulicích měst, jako je Řím a Pompeje, byly velké nádoby, do nichž se vyprazdňovaly komorové nádoby s močí. Moč pak sbírali plniči." (Valchování bylo důležitým krokem při výrobě textilu.)
Před dvěma tisíci lety používala dynastie Chan v Číně prasečí toalety.

### Středověk
Ve středověku se používaly prevéty; nejčastěji se vyskytovaly v obydlích vyšších vrstev. V podstatě se jednalo o ploché kusy dřeva nebo kamene, které byly rozpřažené od jedné stěny ke druhé, s jedním nebo více otvory k sezení. Nacházely se nad šachtami nebo trubkami, které odváděly vodu mimo hrad nebo panské sídlo. Prevéty se umisťovaly do míst vzdálených od ložnic, aby se zamezilo zápachu, a také do blízkosti kuchyní nebo krbů, aby se v ohradě udržovalo teplo.
- Otvory pro sedátka prevétu
- Pohled dolů do otvoru sedátka prevétu
- Vnější pohled na prevét na hradě Campen
- Záchod na hradě Rosenborg v Kodani

Druhým hlavním způsobem vykonávání potřeby na toaletě byl nočník, nádoba, obvykle keramická nebo kovová, do které se vyměšoval odpad. Tento způsob se používal stovky let; tvary, velikosti a dekorativní varianty se v průběhu staletí měnily. Nočníky se v Evropě běžně používaly od starověku, středověcí poutníci je dokonce vozili na Blízký východ.

### Moderní historie

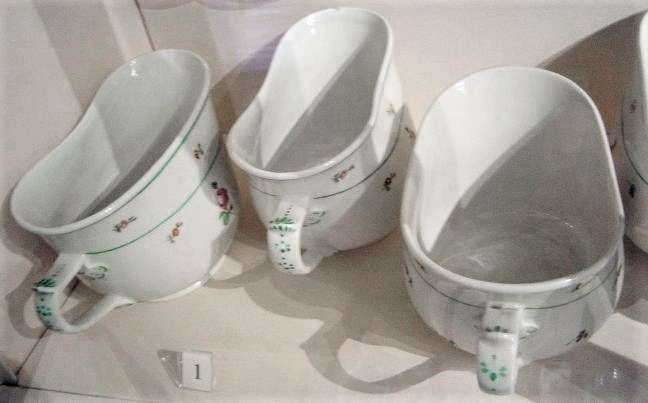
Nočníky Bourdaloue z rakouské císařské domácnosti

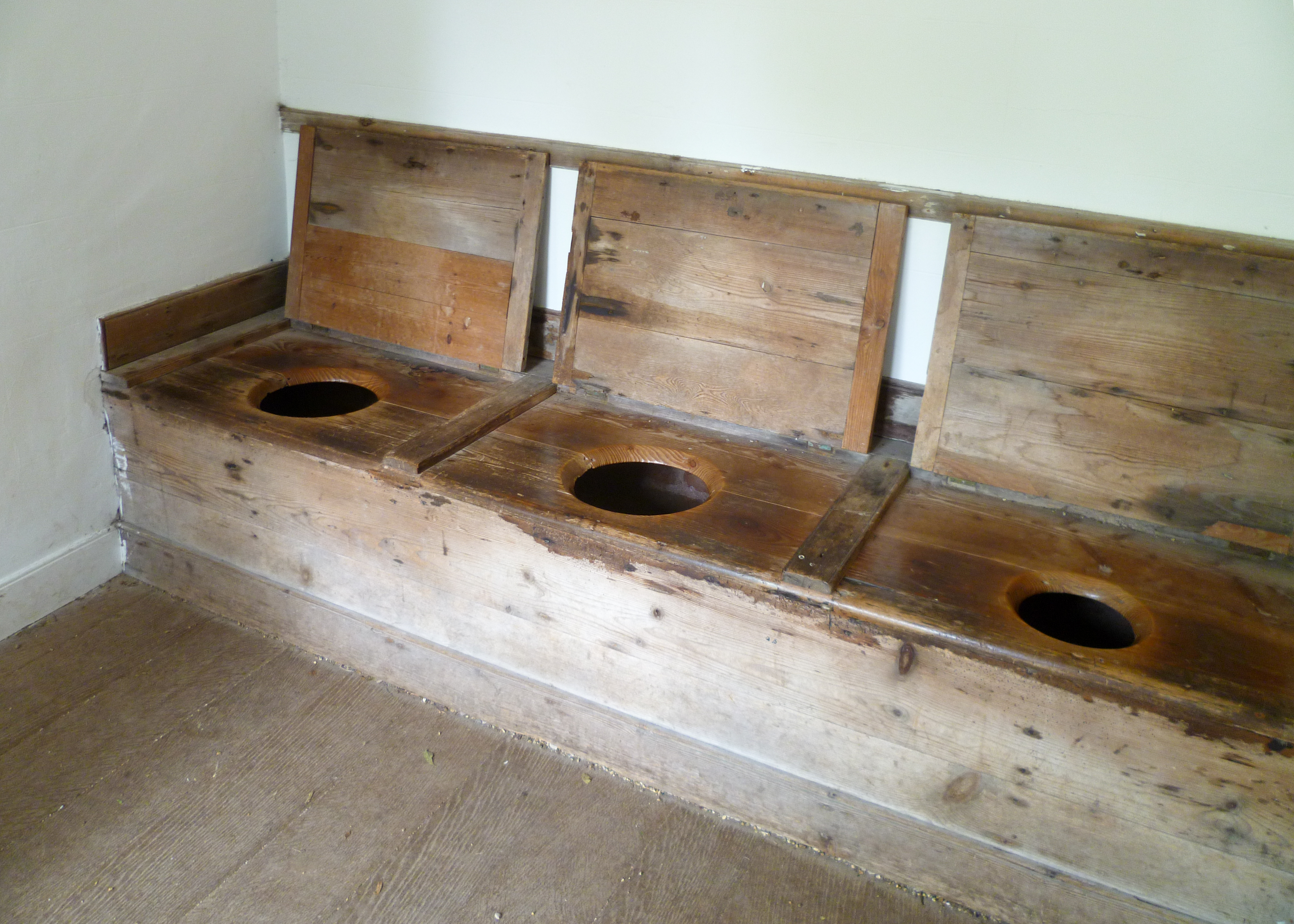
Britský třímístný záchod z počátku 18. století

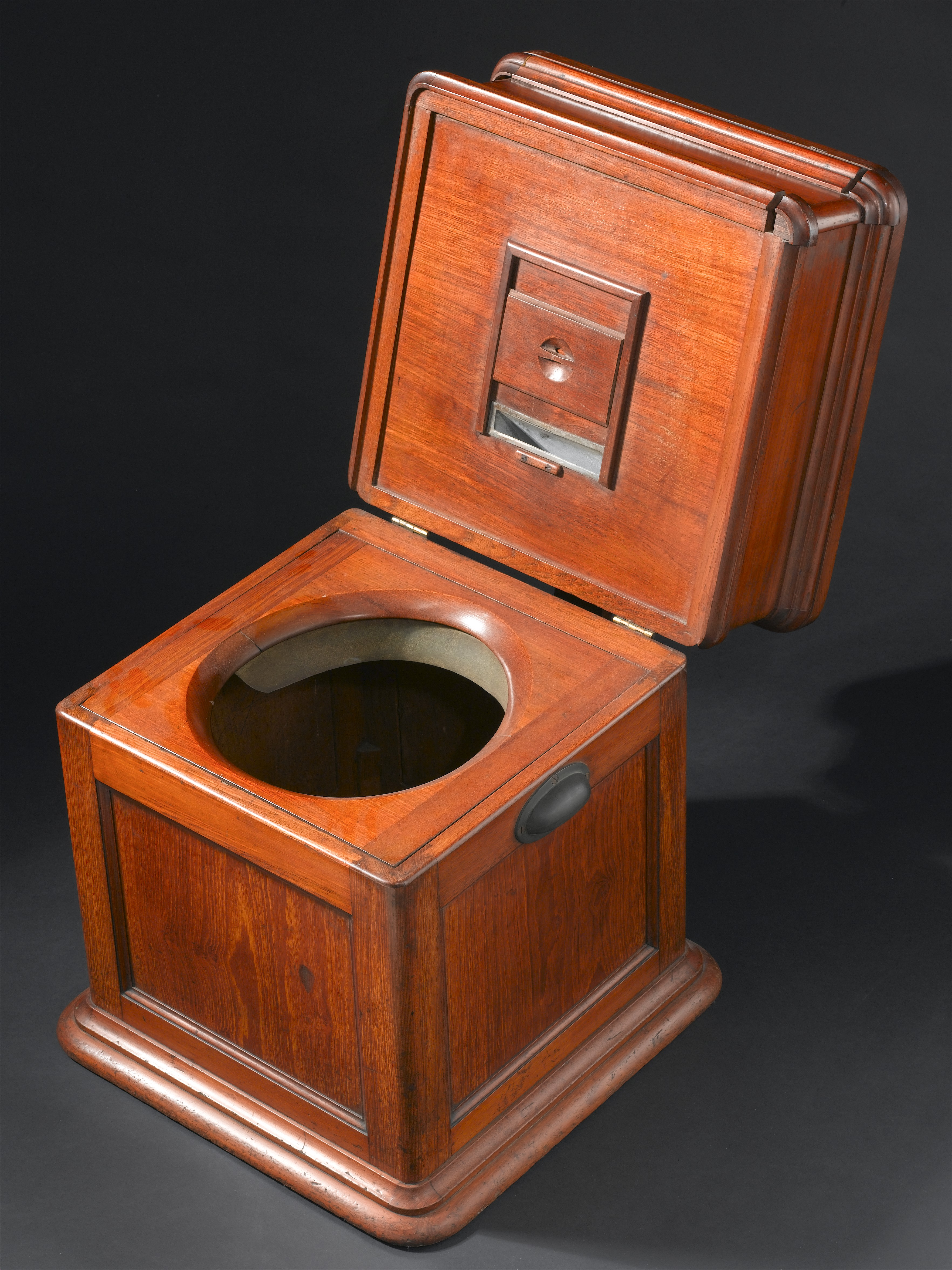
Skříňka z 19. století, těžká dřevěná komoda k uzavření nočníku.

V raném novověku se nočníky často vyráběly z porcelánu nebo mědi a mohly obsahovat propracovanou výzdobu. Vylévaly se do žlabu na ulici, která byla nejblíže k domu.
V předmoderním Dánsku lidé obvykle káleli na zemědělskou půdu nebo na jiná místa, kde se lidské výkaly mohly shromažďovat jako hnojivo. Stará severština měla pro označení příbytků několik výrazů, včetně garðhús (dům na dvoře), náð-/náða-hús (dům odpočinku) a annat hús (druhý dům). Obecně lze říci, že záchody na dánském venkově až do 18. století funkčně neexistovaly.
Do 16. století se v Evropě stále častěji začaly v blízkosti domů hloubit žumpy a jímky jako prostředek ke shromažďování odpadu, protože ve městech rostl počet obyvatel a pouliční stoky se ucpávaly větším množstvím lidského odpadu. Déšť již nestačil odpad ze stok odplavovat. Potrubí spojovalo latrínu s žumpou a někdy odpad propláchlo malé množství vody. Žumpy čistili sběrači exkrementů, kteří odčerpávali tekutý odpad, poté vyhrnovali pevný odpad a v noci ho sbírali. Tento pevný odpad, eufemisticky nazývaný noční půda, se prodával jako hnojivo pro zemědělskou produkci (podobně jako v případě ekologické sanitace se tak uzavřel koloběh látek).
V raně industriální Evropě nahradily prevéty záchodové mísy a kbelíková toaleta.
Na počátku 19. století veřejní činitelé a odborníci na veřejnou hygienu několik desetiletí studovali a diskutovali o hygieně. Teprve v polovině 19. století se začala budovat podzemní síť potrubí pro odvádění pevných a tekutých odpadů, která postupně nahradila systém žump, ačkoli žumpy se např. v některých částech Paříže používaly ještě ve 20. století. Dokonce i Londýn, v té době největší město světa, až po první světové válce vyžadoval vnitřní toalety ve svých stavebních předpisech.
Splachovací záchod, jehož počátky sahají až do britských tudorovských dob, začal nabývat své dnes známé podoby s nadzemní nádržkou, esovitým kolenem, zemní trubkou a ventily kolem roku 1770. Bylo to dílo Alexandra Cumminga a Josepha Bramaha. Splachovací záchody se začaly přesouvat z venkovních prostor do vnitřních prostor domu až kolem roku 1850. Integrovaná splachovací záchod se začal do domů střední třídy zabudovávat v 60. a 70. letech 19. století, nejprve v patře hlavní ložnice a ve větších domech v místnosti pro služky, do roku 1900 pak ještě jeden v předsíni. 55 V roce 1850 se v domě objevil ještě jeden splachovací záchod, a to v patře hlavní ložnice a ve větších domech v místnosti pro služky. Záchod se umisťoval také za zadními dveřmi kuchyně, aby jej mohli používat zahradníci a další externí personál, například ti, kteří pracovali s koňmi. Rychlost zavádění byla různá, takže např. v roce 1906 mělo převážně dělnické město Rochdale 750 záchodů na 10 000 obyvatel.
Dělnický dům přešel od venkovské chalupy přes městské řadové domy zády k sobě s vnějšími řadami záchodů až k průchozím řadovým domům z roku 1880 se škopky a individuálními vnějšími záchody. Právě Tudor Waltersova zpráva z roku 1918 doporučila, aby byli polokvalifikovaní dělníci ubytováni v předměstských domcích s kuchyní a vnitřním WC. S tím, jak se doporučené podlahové standardy ve stavebních normách a předpisech střídaly, se do popředí v domácnostech dostávaly koupelny se záchodem a později nízké koupelny.
Před zavedením vnitřních záchodů bylo běžné používat na noc nočník pod postelí a ráno jeho obsah vylévat. Ve viktoriánské éře britské služky shromažďovaly všechny nočníky v domácnosti a nosily je do místnosti zvané "housemaids' cupboard". V této místnosti se nacházel "dřez", vyrobený ze dřeva s olověným obložením, aby se zabránilo odštípnutí porcelánových hrnců, který sloužil k mytí "ložnicového nádobí" nebo "komorního náčiní". Poté, co byla do britských domů zavedena tekoucí voda a splachovací záchody, dostávalo někdy služebnictvo vlastní toaletu v přízemí, oddělenou od rodinné toalety. Praxe vyprazdňování vlastního nočníku, známá jako slopping out, pokračovala v britských věznicích ještě v roce 2014 a v červenci 2017 se stále používala v 85 celách v Irsku.
Až na vzácné výjimky se nočníky pro dospělé osoby již nepoužívají. Moderními souvisejícími pomůckami jsou mísy a židle s nočníkem, používané v nemocnicích a v domácnostech invalidů.

##### Vývoj suchých záchodů
Před všeobecným rozšířením splachovacích záchodů se našli vynálezci, vědci a úředníci veřejného zdraví, kteří podporovali používání "suchých záchodků" – dnes známých buď jako suché záchody, nebo kompostovací záchody.

#### Vývoj splachovacích záchodů

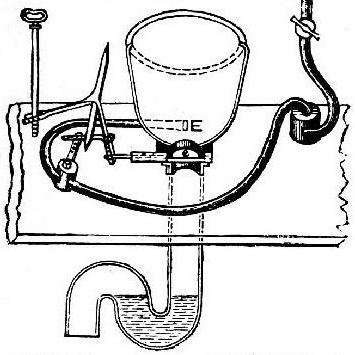
Patent Alexandra Cumminga z roku 1775 na sifon, který položil základy moderního splachovacího záchodu.

Ačkoli předchůdce dnes hojně používaného systému splachovacích záchodů navrhl již v roce 1596 John Harington, tyto systémy se začaly široce používat až koncem 19. století. S nástupem průmyslové revoluce a souvisejícího technologického pokroku se splachovací záchod začal formovat do své moderní podoby. Zásadním pokrokem v oblasti vodovodních zařízení byla zápachová uzávěrka typu S (sifon), kterou v roce 1775 vynalezl skotský mechanik Alexander Cummings a která se používá dodnes. Toto zařízení využívá stojatou vodu k utěsnění odtoku z mísy, čímž zabraňuje úniku zapáchajícího vzduchu z kanalizace. Teprve v polovině 19. století, s rostoucí mírou urbanizace a průmyslové prosperity, se splachovací záchod stal široce používaným a prodávaným vynálezem. Toto období se shodovalo s dramatickým rozvojem kanalizace, zejména v Londýně, což splachovací záchod učinilo obzvláště atraktivním ze zdravotních a hygienických důvodů.
Splachovací záchody byly také známé jako "vodní záchody", na rozdíl od výše popsaných zemních záchodů. Splachovací záchody se poprvé objevily ve Velké Británii v 80. letech 19. století a brzy se rozšířily i do kontinentální Evropy. V Americe se v 90. letech 19. století v domácnostech bohatých lidí a v hotelech objevily vnitřní záchody s řetízkovým táhlem. William Elvis Sloan vynalezl v roce 1906 splachovací přístroj Flushometer, který používal tlakovou vodu přímo z přívodního potrubí a zkracoval tak dobu mezi spláchnutími.

#### High-tech toalety
"High-tech" toalety, které lze nalézt v zemích, jako je Japonsko, zahrnují funkce, jako jsou automatické splachovací mechanismy, vodní trysky nebo "spodní podložky", vysoušeče nebo umělé zvuky splachování, které maskují hluk. Jiné zahrnují funkce lékařského monitorování, jako je analýza moči a stolice a kontrola krevního tlaku, teploty a hladiny cukru v krvi. Některé toalety mají automatické ovládání víka, vyhřívaná sedátka, deodorační ventilátory nebo automatickou výměnu papírových potahů toaletních sedátek. V několika zemích byly vyvinuty interaktivní pisoáry, které uživatelům umožňují hrát videohry. "Toylet", vyrobený společností Sega, využívá tlakové senzory k detekci proudu moči a převádí jej na akci na obrazovce.
Astronauti na Mezinárodní vesmírné stanici používají vesmírný záchod s odváděním moči, který dokáže znovu získat pitnou vodu.

## Galerie
- pánská toaleta navržená umělcem a architektem Hundertwasserem
- toaleta v delftském stylu
- Autobusová toaleta v Samsunu v Turecku
- dvojitá toaleta pro výuku dětí v hodovní síni poblíž Jeruzaléma, Izrael
- toaleta v Chorvatském národním divadle v Záhřebu
- veřejná toaleta ve městě Antipolo na Filipínách
- návod k použití suchého záchodu s odváděním moči na Srí Lance